# 1988年夏季残疾人奥林匹克运动会保加利亚代表团
1988年夏季残疾人奥林匹克运动会保加利亚代表团是保加利亚派出的1988年夏季残疾人奥林匹克运动会代表团。获得2枚金牌和1枚银牌。